# Wai Ren
Wai Ren (chiń. 外壬) albo Bu Ren (卜壬), imię własne Zi Fa – władca Chin z dynastii Shang.
Starożytna chińska kronika Zapiski historyka autorstwa Sima Qian informuje, że wstąpił na tron po śmierci brata Zhonga Dinga (仲丁). Jego stolica było miasto Ao. Podczas jego panowania doszło groźnego buntu wasali. Rządził przez 15 lat (według innych źródeł 10 lat). Otrzymał pośmiertne imię Wai Ren. Jego następcą został jego syn He Dan Jia.